# Albrecht starší ze Šternberka a Lukova
Albrecht starší ze Šternberka a Lukova († po červnu 1520) byl český šlechtic, který pocházel z moravské větve rodu Šternberků.

## Život
Jeho otcem byl otcem byl Lacek ze Šternberka a Lukova. Albrecht se s přídomkem "starší" uvádí již od roku 1473, aby se tak odlišil od svého vzdáleného bratrance Albrechta, který se uváděl s přídomkem "mladší." 
Někdy mezi roky 1466 a 1473 došlo v rámci rodu k výměně majetku, kdy Albrecht starší postoupil svému prastrýci Matoušovi ze Šternberka a Holešova hrad Lukov s panstvím a získal za to tvrz Holešov, půl městečka a čtyři vesnice. Po ukončení česko-uherských válek nakupoval Albrecht další vesnice. Dále získal do zástavního držení některé církevní majetky a roku 1511 koupil panství Kvasice.
Albrecht starší byl po smrti svého příbuzného Albrechta mladšího poručníkem jeho nezletilé dcery Ludmily na dlouhých 14 let. Musel se však smířit s tím, že Lukov nezůstal majetkem rodu Šternberků, ale že se dostal do rukou pánů z Kunštátu. I přesto se stal velice bohatým šlechticem. Albrecht se naposledy uvádí v červnu 1520, zemřel již v tomtéž roce.

### Potomstvo
- Jan starší ze Šternberka a Holešova
- Jan mladší ze Šternberka a Holešova
- Kateřina - 1. manžel Beneš z Hustopečí, 2. manžel Bernart z Vrbna
- Magdalena
- Bohunka - manžel Ojíř z Fulštejna